# 小行星7484
小行星7484（7484 Dogo Onsen）是一颗绕太阳运转的小行星，为主小行星带小行星。该小行星于1994年11月30日发现。
該小行星以日本愛媛縣的道後溫泉命名。

## 轨道参数
小行星7484的轨道半长轴为2.4050058 UA，离心率为0.040。